# Definíciók (Így jártam anyátokkal)
A Definíciók az Így jártam anyátokkal című televízió-sorozat ötödik évadának első epizódja. Eredetileg 2009. szeptember 21-én vetítették, míg Magyarországon egy évvel később, 2010. október 4-én.
Ebben az epizódban a banda számára nyilvánvalóvá válik, hogy van valami Barney és Robin közt, akik tagadják, Lily ezért erőszakkal akarja rávenni őket, hogy definiálják a kapcsolatukat. Eközben Tednek el kell döntenie, milyen tanár legyen.

## Cselekmény
Jövőbeli Ted elmeséli gyerekeinek, mennyire izgult az első napján óraadó tanárként az egyetemen. Nem tudta, milyen stílust vegyen fel: szigorú legyen vagy laza? Marshall ajándékba ad neki egy kalapot és egy ostort, amivel a szintén egyetemi tanár Indiana Jones-ra utalnak. Ted hamar ki is próbálja az ostort, ami sajnos képen találja Marshallt. Visszatérvén a lakásra, félreérthetetlen helyzetben találják Barneyt és Robint.
Aznap éjjel Ted az első munkanapjával álmodik. Alig kezd el beszélni, az egyik diák megkérdezi tőle, hogy kinek képzeli magát. Egy másik diák szerint egy bukott építésznek nem kellene őket oktatnia, míg egy harmadik diák az ostort és a kalapot hiányolja. Ha ez nem lenne elég, még nadrág sincs rajta. Riadtan ébred fel rémálmából, miközben Barney épp turkál a fiókjában, óvszert keresve.
A tényleges első napján aztán elkezdi felírni a nevét a táblára, de pánikba esik, hogy a "professzor"-t egy vagy két f-fel írják. Ideges lesz, ami miatt egyszerre próbál szigorú és laza lenni. Egy lány jelentkezik, de Barney tanácsára azt mondja, hogy kérdezni csak az óra után lehet majd. Pedig a lány csak azt akarta mondani neki, hogy ez nem az építészet-óra, hanem a közgazdaságtan. A diákok igyekeznek Ted kérdéseire úgy válaszolni, hogy erre magától is rájöjjön, de Ted nem veszi a lapot. Mikor aztán megjelenik a valódi tanár, Ted rájön, hogy rossz helyen jár, és elrohan az óra valódi helyére. A sok izgalomtól pedig elfelejtette a feszültséget is, így nem agyalt azon, milyen legyen, csak tanított.
Eközben megtudjuk, hogy Barney és Robin egész nyáron együtt voltak, de anélkül, hogy megbeszélték volna, milyen kapcsolatban is vannak. Lily izgatott, hogy eztán két pár is lesz a bandában, míg fel nem világosítják őt, hogy nem járnak. Végigkamuzzák a nyarat, és a többiek háta mögött vannak együtt. Amikor aztán rájuk nyitnak, nem tudják tovább tagadni, de még így sem hajlandóak megbeszélni, hogy mi van köztük. Aznap este Brad randira hívja Robint egy hokimeccsre. Robin fantasztikusan érzi magát, de bevallja, hogy érez valamit Barney iránt. Brad szerint beszélnie kellene vele. Közben a bárban Barney azt állítja, hogy a "Szörnyecskék"-szabály alapján Robin anélkül is a barátnője, hogy erről beszélniük kellett volna. Mert az a nő, aki vizes lesz (nála zuhanyozott), akit napfény ért (napközben is találkozott vele), vagy éjfél után evett (közös reggeli), az a barátnője. Mikor megtudja, hogy Brad és Robin randira mentek, odamegy a meccsre és behúz egyet Bradnek – és még ezután is tagadják mindketten, hogy együtt lennének.
Másnap reggel aztán Lily bezárja mindkettejüket a szobába, és közli velük, hogy addig nem jöhetnek ki, amíg nem definiálták a kapcsolatukat. Próbálják megúszni, és leírnak pár dolgot egy cetlire, amit az ajtó alatt adnak ki, de az Marshall szerint nem elég jó. Mikor finom reggelivel próbálják őket kicsalni, kitalálják, hogy hazudnak arról, hogy együtt vannak. Hamar kiderül azonban, hogy a hazugságba egyre több igazságelem keveredik. Lily végül kiengedi őket, és kézenfogva jönnek ki reggelizni. Ted azt mondja Lilynek, hogy csak hazudtak neki, amire Lily azt mondja, hogy lehet, de nem hazudtak egymásnak.
A záró jelenetben Marshall, akit kihagytak a szmokingos estéből korábban, kiöltözve jelenik meg a bárban.

## Kontinuitás
- Marshall már a "Tricikli" című részben is panaszkodott amiatt, hogy Ted és Barney kihagyják őt a közös programjaikból.
- Lily a "húúú"-hangot adja ki, amit "A húúú-lányok" is, amikor felfedezi Barney és Robin viszonyát.
- Barney az "Előnyök" és a "Mosbius Designs" című részekben is féltékenykedett, ha azt látta, hogy Robin körül más férfiak is vannak.
- "Az ugrás" című részben Jövőbeli Ted megemlítette, hogy az első egyetemi órán ott volt az Anya is. Ez fedi a valóságot, hiszen az közgazdaságtan volt, ahová ő tévesen ment be. Ugyanez feljön a "Nők versus Öltönyök" című részben is, ahol Ted azzal a Cindyvel randizik, aki úgyszintén ott volt azon az órán.
- Jövőbeli Ted azt mondta, hogy ha nem fogadja el a tanári állást, sosem találkozott volna a gyerekei anyjával. Ez igaz, hiszen tévedésből rossz órára ment be, így ismerte meg Cindyt, akinek a lakótársa volt az Anya, és a véletlenek szerencsés játékának köszönhetően Cindy ajánlotta be őt neki, amikor zenekart kerestek esküvőre.
- Barney Szörnyecskék-szabálya már megmutatkozott "A világ legjobb párosa" című epizódban, ahol megmutogatta Lilynek, milyen trükkökkel próbálja elriasztani a nőket a lakásáról.

## Jövőbeli visszautalások
- Robin kétszer is azt mondja, hogy "de, ööö", ami a "Jenkins" című rész alapján rossz szokása.
- A "Műemlékek" című részben Ted megemlíti John Clifford Larrabee szellemének (ami Barneyra emlékeztet, és ezért azt is hiszi, hogy az ő), hogy biztos megint óvszerért tört be a szobájába.
- Lily valószínűleg azért is örül annyira, hogy Barney és Robin összejöttek, mert a "Nem sürgetlek" című epizód tanúsága szerint fogadtak ebben Marshall-lal.
- Az "Így jártam apátokkal" című rész alapján az Anya azért választotta a közgazdaságtant, hogy így vessen véget a szegénységnek. A zenekarát, a Szuperlökonómiát is itt alapította.

## Érdekességek
- Az epizód forgatása idején Cobie Smulders terhes volt.
- Ez az első évad, amelyik nem a gyerekeket mutatja a bevezető képsorokban.
- Amikor Ted keresztülrohan az egyetemen, hogy az órája tényleges helyére érjen, látható, hogy az épületek neoromán stílusban épültek. Ez a stílus hiányzik a valódi Columbia Egyetemről, helyette a forgatás helyszínének, a Dél-Kaliforniai Egyetemnek a jellegzetes stílusa.

## Zene
- Vampire Weekend - Oxford Comma
- John Williams - The Raiders March

## Vendégszereplők
- Joe Manganiello - Brad
- Brett Ryback - 1. srác
- Kim Matula - 1. lány
- Abhi Sinha - 2. srác
- Laura Ornelas - 2. lány
- Dale E. Turner - Calzonetti professzor
- Michael Busch - diák